# B61 (Kernwaffe)

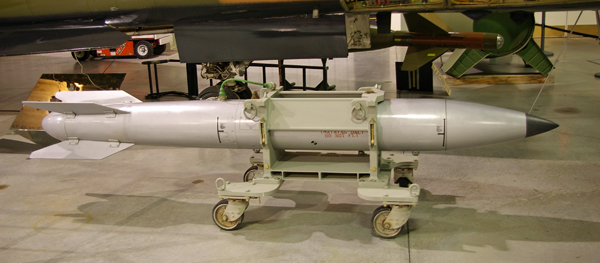
B61

Die B61 ist eine Wasserstoffbombe, die als Freifallbombe mit einer variablen Sprengkraft konstruiert wurde. Sie wurde 1968 in Dienst gestellt und befindet sich noch immer im Nukleararsenal der Vereinigten Staaten.

## Entwicklung
Die B61 entstand aufgrund einer Forderung der Streitkräfte der Vereinigten Staaten aus dem Jahr 1960. Diese benötigten eine leichte nukleare Freifallbombe, die von taktischen Kampfflugzeugen mit hoher Geschwindigkeit im Tiefflug zum Einsatz gebracht werden konnte. Die Entwicklung unter der Bezeichnung TX-61 begann 1963 im Los Alamos National Laboratory in New Mexico. Nachdem es bei der Produktion zu Problemen gekommen war, wurden 1968 die ersten Modelle an die Streitkräfte der Vereinigten Staaten ausgeliefert.

## Aufbau

### Bombe

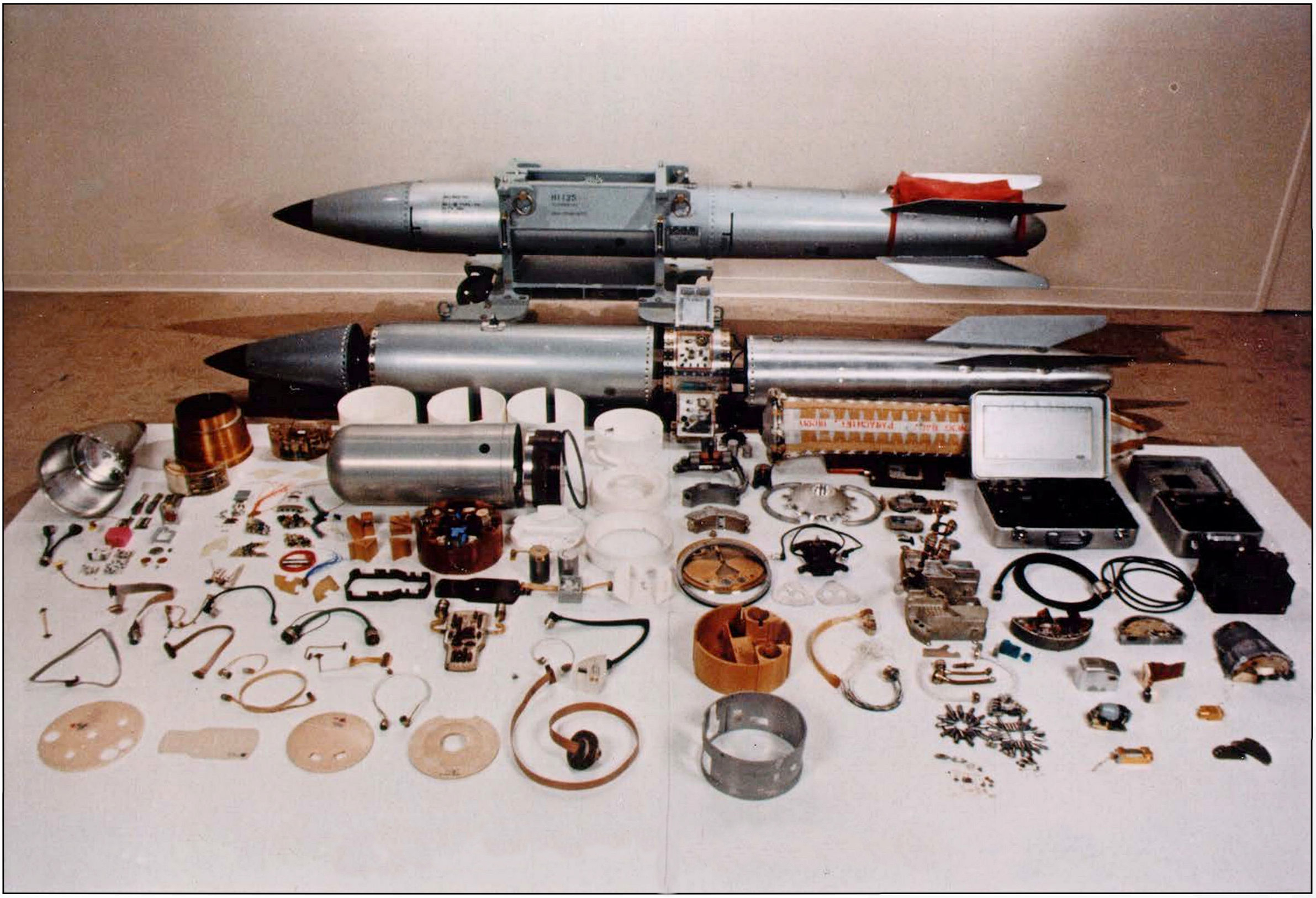
Eine B61 in verschiedenen Montagestadien

Die B61 ist stromlinienförmig gebaut, damit sie außen an überschallschnellen Kampfflugzeugen montiert werden kann. Sie ist mit den Standard-Bombenschlössern mit 356 und 762 mm ausgerüstet. In der ogivalen Bombenspitze ist der Zündmechanismus installiert. Dieser beinhaltet je nach Modell einen Näherungszünder, Aufschlagzünder oder Zeitzünder. Der Bombenkörper hat eine Länge von 3,5 bis 3,6 m und das Gewicht liegt zwischen 320 und 540 kg (abhängig von der Bauweise). Der eigentliche Kernsprengkopf nimmt dabei etwa eine Länge zwischen 70 und 100 cm ein. Der Rumpfdurchmesser beträgt 330 mm. Außer bei den Ausführungen B61-11 und B61-12 ist bei der B61 im Bombenheck ein Fall-/Bremsschirm aus Nylon/Kevlar mit einem Durchmesser von 5,0 oder 7,30 m untergebracht. Dieser öffnet sich nach dem Abwurf der Bombe, um ihren Fall soweit abzubremsen, dass das Trägerflugzeug genügend Zeit hat, sich aus dem Wirkungsbereich der Kernwaffenexplosion zu entfernen. Mit Hilfe des durch einen Gasgenerator ausgelösten Fallschirmes kann die Bombe aus hoher Geschwindigkeit (getestet bis Mach 1,2) innerhalb von 2 Sekunden auf etwa 56 km/h abgebremst werden. Somit ist auch ein Abwurf aus dem Tiefflug aus einer minimalen Höhe von 15 m möglich (lay down). Nach dem Abwurf kann die B61 mit einer Verzögerung von 31 oder 61 Sekunden gezündet werden. Wird die B61 aus großer Höhe abgeworfen, kann sie auch in der Luft gezündet werden. Für den Abwurf aus großer und mittlerer Höhe (ohne Fallschirm) sind im hinteren Drittel der Bombenhülle Rotationstriebwerke angebracht. Die Abgase der Rotationstriebwerke treten aus Düsen aus, die senkrecht zur Längsachse und tangential zum Umfang der Bombe angeordnet sind. Dadurch wird die Bombe in eine Umdrehung um ihre Längsachse versetzt, was den Fall stabilisiert.

### Kernsprengkopf

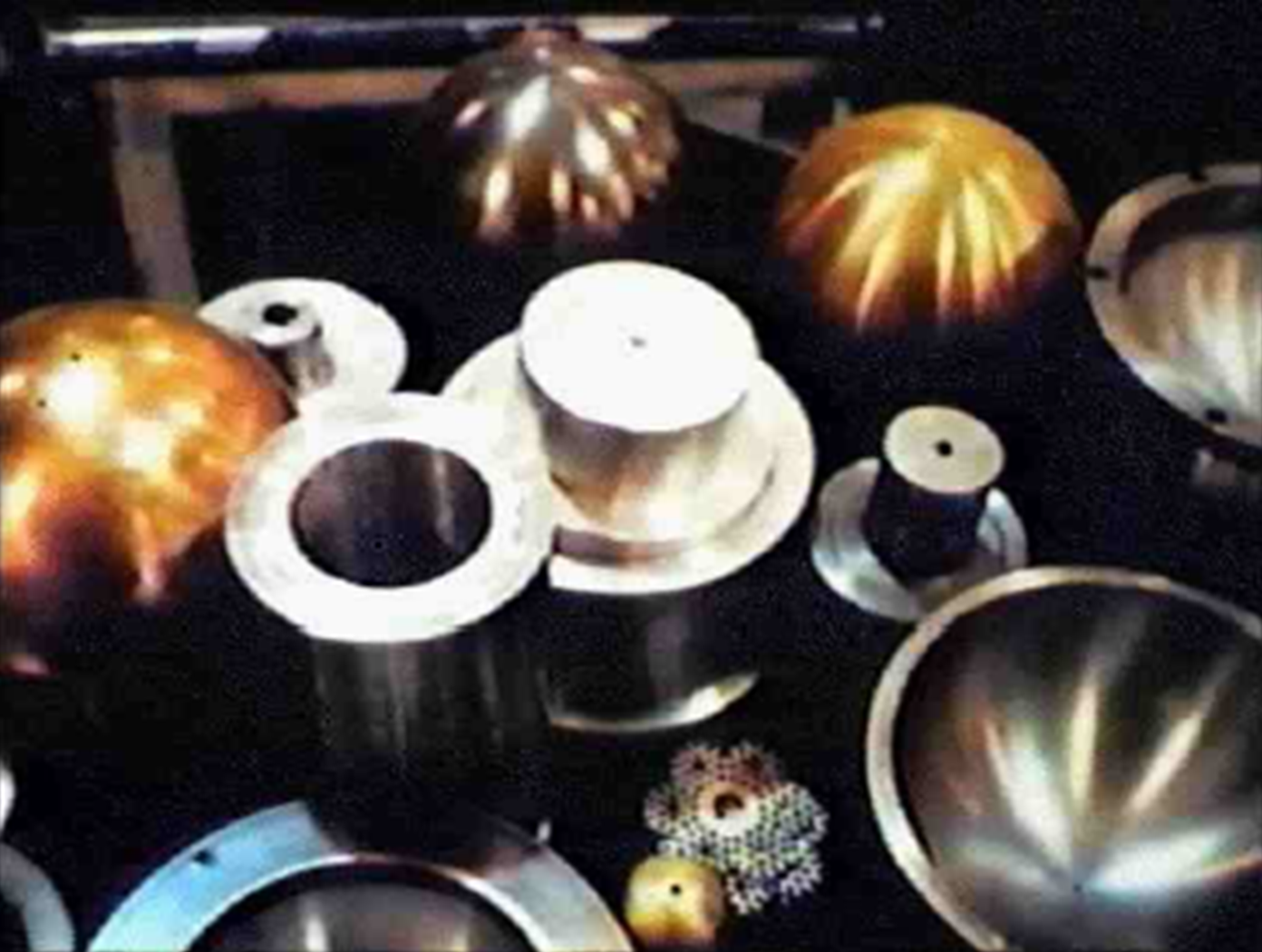
B61-Bombe: Die Einzelteile des Kernsprengkopfs

Bei dem Kernsprengkopf der B61 handelt es sich um eine Wasserstoffbombe nach dem Teller-Ulam-Design. Dabei kommt im primären Kernspaltungssprengsatz (Fissionszünder) eine geboostete Spaltbombe zum Einsatz. Diese besteht aus einer mit Deuterium-Tritium-Gas gefüllten Plutoniumkugel mit einem Neutronen-Reflektor aus Beryllium. Für die Zündung dieses primären Kernspaltungssprengsatzes werden Sprengstofflinsen mit dem polymer-gebundenen Sprengstoff PBX-9504 und bei den späteren Ausführungen PBX-9502 verwendet. Im sekundären Fusionssprengsatz kommt Lithiumdeuterid (mit 6Li) in einem Mantel aus hochangereichertem Uran zur Anwendung. Der Kernsprengkopf ist so aufgebaut, dass die Sprengkraft in vier Stufen, zwischen einem Äquivalent von unter einer Kilotonne TNT bis zu einer maximalen Sprengkraft von 400 kT TNT (B61-11) gewählt werden kann. Das Auswählen der Sprengkraft musste bei den ersten Modellen am Boden vor dem Start des Flugzeuges erfolgen. Bei den späteren Ausführungen kann die Sprengkraft auch kurz vor dem Abwurf vom Trägerflugzeug eingestellt werden.
Um eine ungewollte Detonation bei Unfällen oder eine missbräuchliche Zündung zu verhindern, ist der Kernsprengkopf der B61 mit dem Permissive Action Link (PAL) ausgestattet. Bei den späteren Ausführungen kommt ein Command Disablement System (CDS) hinzu.

## Einsatzkonzept und Stationierung

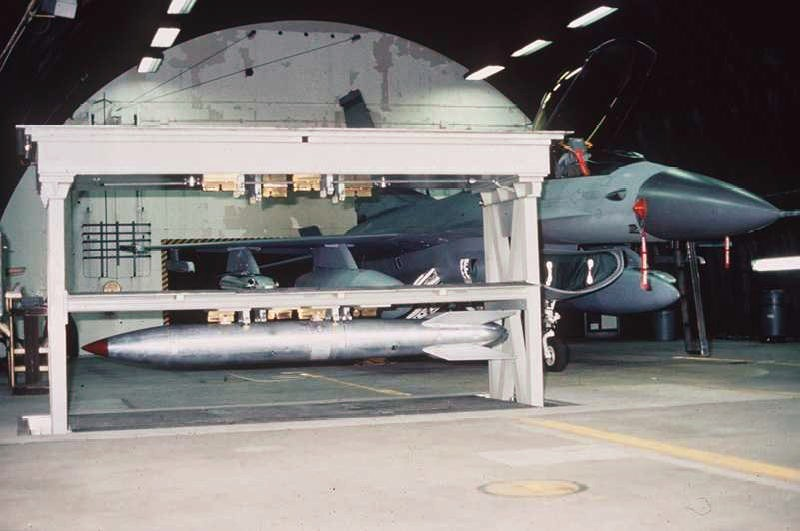
Ein Unterflurmagazin im ausgefahrenen Zustand mit einer Kernwaffe B61. Dieses System befindet sich in einem Flugzeughangar, hier mit einer F-16 Fighting Falcon im Hintergrund.

Insgesamt wurden 3155 B61 sowohl für das taktische wie auch das strategische Einsatzkonzept entwickelt. Die B61 war über Jahrzehnte die am weitesten verbreitete Kernwaffe der Vereinigten Staaten. Sie wurde ab 1968 weltweit in großer Stückzahl stationiert. Die Ausführungen B61-3, B61-4 und B61-5 werden im Rahmen der nuklearen Teilhabe der NATO auch in Europa stationiert.  Vermutlich werden heute noch zwanzig B61 in Deutschland beim Taktischen Luftwaffengeschwader 33 der Bundeswehr auf dem Fliegerhorst Büchel in Unterflurmagazinen bzw. in einem 1,5 Kilometer nördlich gelegenen Sondermunitionslager verwahrt. Bis 2005 waren weitere 308 B61 auf dem US-Luftwaffenstützpunkt Ramstein und den deutschen Luftwaffen-Fliegerhorsten Nörvenich, Büchel und Memmingerberg (bis 2002) gelagert. Ende 2017 waren noch rund 150 B61 im Vereinigten Königreich, Belgien, Deutschland, Niederlande und in der Türkei gelagert, diese wurden etwa Anfang 2021 auf rund 100 Stück reduziert.
Die Streitkräfte der Vereinigten Staaten wollen die B61 bis mindestens zum Jahr 2025 einsatzfähig halten. Zu diesem Zweck wurde das Projekt B61-12 Life Extension Program ins Leben gerufen. Dieses Projekt sieht die Entwicklung einer neuen B61-12 vor. Dabei sollen die vorhandenen Kernsprengköpfe der Modelle B61-3, B61-4, und B61-10 wiederverwendet werden. Die 480 geplanten B61-12 sollen sämtliche nuklearen Freifallbomben (auch die B83) im US-Nukleararsenal ersetzen. Die Programmkosten belaufen sich auf rund 10 Milliarden US-Dollar.

## Varianten
Insgesamt wurden neun Versionen der B61 produziert, die sich in ihrer Funktionsweise unterscheiden, äußerlich aber nahezu identisch sind.

### B61-0
Die B61-0 wurde im Jahr 1968 eingeführt. Sie konnte sowohl als taktische wie auch als strategische Kernwaffe eingesetzt werden. Die B61-0 hatte eine selektierbare Sprengkraft von 10–300 kT. Die B61-0 war mit einem Permissive Action Link Typ B ausgestattet. In den Jahren 1973–1977 wurden 500 B61-0 produziert. Nach der Aussonderung dieses Bombentyps wurde ein Teil der Kernsprengköpfe bei den B61-7 weiterverwendet. Die letzte B61-0 wurde 1996 delaboriert.

### B61-1
Die B61-1 konnte sowohl als taktische wie auch als strategische Kernwaffe eingesetzt werden. Sie hatte eine selektierbare Sprengkraft von 10 bis 340 kT. Die B61-1 war mit einem Permissive Action Link Typ B ausgestattet. Es wurden 700 Stück produziert. Nach der Aussonderung dieses Bombentyps im Jahr 1995 wurde ein Teil der Kernsprengköpfe bei den B61-7 weiterverwendet.

### B61-2
Die B61-2 war eine taktische Kernwaffe für den Einsatz mit Flugzeugen der United States Navy. Die B61-2 hatte eine selektierbare Sprengkraft von 10 bis 150 kT. Insgesamt wurden 235 Stück produziert, welche bis zum Jahr 1996 ausgesondert wurden. Die B61-2 war mit einem Permissive Action Link Typ C ausgestattet.

### B61-3
Die B61-3 ist eine taktische Kernwaffe mit einer selektierbaren Sprengkraft von 0,3/1,5/60/170 kT. Erstmals kommt mit der B61-3 insensitiver Sprengstoff sowie ein Aircraft Monitoring and Control System (AMAC) zur Anwendung. Weiter ist sie das erste Modell mit einem Fall-/Bremsschirm. Die B61-3 ist mit einem Permissive Action Link Typ F ausgestattet. Insgesamt wurden 545 Stück produziert, wovon sich noch etwa 200 im Nukleararsenal befinden. Davon sind rund 50 in Europa gelagert.

### B61-4
Die B61-4 ist eine taktische Kernwaffe mit einer selektierbaren Sprengkraft von 0,3/1,5/10/45 kT. Insgesamt wurden 600 Stück produziert. Derzeit befinden sich rund 200 Bomben dieses Typs im Nukleararsenal, davon 50 in Europa. Die B61-4 ist mit einem Permissive Action Link Typ F ausgestattet.

### B61-5
Die B61-5 war eine taktische Kernwaffe mit einer selektierbaren Sprengkraft von 10 bis 150 kT. Als erste B61 war sie mit dem flexiblen Zündsystem Enhanced Nuclear Detonation System (ENDS) ausgestattet. Weiter wurde ein Permissive Action Link Typ D verwendet. Insgesamt wurden 235 Stück produziert, welche bis zum Jahr 1997 ausgesondert wurden.

### B61-6
Diese Ausführung existierte nur als Projekt. Die B61-6 war für die Verwendung bei der United States Navy und dem United States Marine Corps vorgesehen. Geplant war die Weiterverwendung der Kernsprengköpfe aus der B61-0. Das Projekt wurde abgebrochen.

### B61-7
Bei der B61-7 handelt es sich um eine mit dem Permissive Action Link Typ D, AMAC, ENDS und insensitivem Sprengstoff nachgerüstete B61-1. Die B61-7 kann aus dem Tiefflug und auch aus großer Höhe eingesetzt werden. Sie kann sowohl als taktische wie auch als strategische Kernwaffe eingesetzt werden. Sie hat eine selektierbare Sprengkraft von 10/170/340 kT. Derzeit befinden sich etwa 430 Bomben dieses Typs im Nukleararsenal, davon 215 aktiv.

### B61-8
Diese Ausführung existierte nur als Projekt. Die B61-8 war für die Verwendung bei der United States Navy und dem United States Marine Corps vorgesehen. Geplant war die Weiterverwendung der Kernsprengköpfe aus den B61-2 und B61-5. Das Projekt wurde abgebrochen.

### B61-9
Diese Ausführung existierte nur als Projekt. Geplant war die Weiterverwendung der Kernsprengköpfe aus der B61-0. Das Projekt wurde abgebrochen.

### B61-10
Die B61-10 ist eine taktische Kernwaffe mit einer selektierbaren Sprengkraft von 0,3/5/10/80 kT. Sie verwendet den W85-Kernsprengkopf aus der Pershing II und ist mit einem Permissive Action Link Typ F ausgestattet. Insgesamt wurden 215 Stück produziert, wovon sich noch etwa 100 im Nukleararsenal befinden. Alle B61-10 sind seit 2016 eingelagert und inaktiv.

### B61-11
Die B61-11 wurde 1997 für die Bekämpfung von unterirdischen Bunkeranlagen und Raketensilos entwickelt und ersetzte im U.S.-Nukleararsenal die B53-Bombe. Dazu wird eine Bombenhülle aus hochlegiertem Stahl verwendet um eine ausreichende Penetrationsleistung in Erdreich und Stahlbeton zu gewährleisten. Die B61-11 verwendet einen modifizierten Kernsprengkopf der B61-7. Dieser verfügt über eine selektierbare Sprengkraft von 0,3/100/400 kT. Die B61-11 soll aus großer Höhe abgeworfen 7–10 m ins Erdreich eindringen und dort gezündet werden. Eine solche Untergrundexplosion erzeugt unter ausgeprägter Kraterbildung massive Erdbebenwellen, die unterirdische Bauten in weitem Umkreis zerstören können. Weiter erzeugt diese Explosionsart auch bis zu mehrere Millionen Tonnen radioaktiven Niederschlag (Fallout). Von der breiten Öffentlichkeit wird die B61-11 als eine konventionelle bunkerbrechende Bombe, wie z. B. die BLU-109 wahrgenommen. Da aber mit der B61-11 ein Einschluss der Explosion unterhalb der Erdoberfläche nicht erreicht werden kann, wird das Einsatzkonzept der B61-11 oft missverstanden. Insgesamt wurden 50 B61-11 hergestellt.

### B61-12

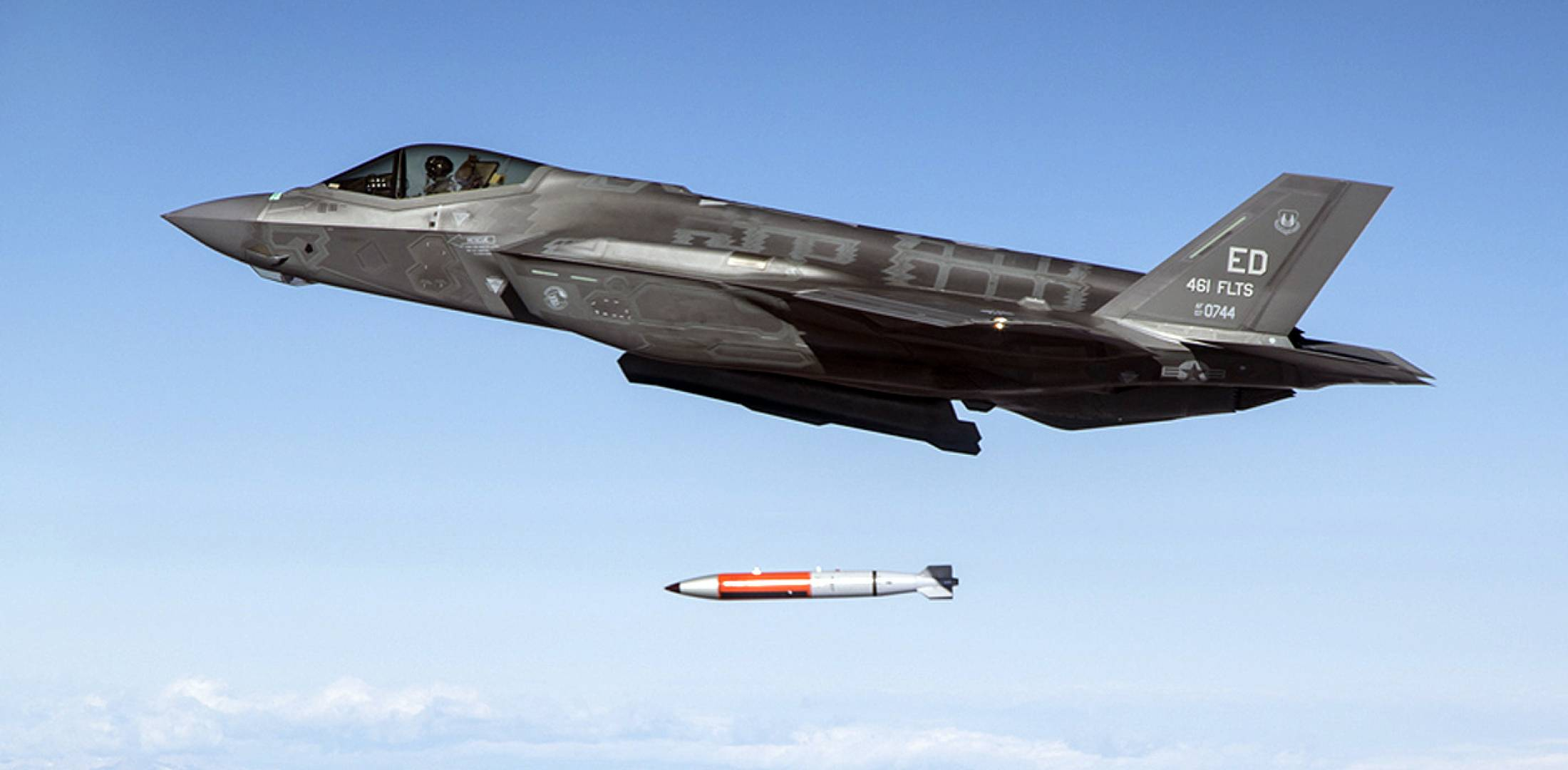
Testabwurf einer B61-12 (Attrappe) durch eine F-35A von Edwards

Die B61-12 ist mit einem INS/GPS-Lenksystem ausgerüstet und ist in diesem Sinne eine präzisionsgelenkte Bombe. Damit ist sie wesentlich treffsicherer als ihre Vorgängermodelle und soll über eine deutlich gesteigerte Vernichtungswahrscheinlichkeit verfügen. Laut der National Nuclear Security Administration (NNSA) soll die B61-12, wie bereits die B61-11, mehrere Meter in das Erdreich eindringen und somit trotz geringerer Sprengkraft gezielt gegen tiefliegende Bunker eingesetzt werden können. Die B61-12 verwendet bereits vorhandene Komponenten der B61-3, B61-4, und B61-10 und soll schrittweise sämtliche nuklearen Freifallbomben im U.S.-Nukleararsenal ersetzen. Dafür ist die Produktion von 400–500 B61-12 geplant. Die B61-12 soll eine selektierbare Sprengkraft von 0,3/1,5/10/50 kT besitzen.
Neben den nuklear bewaffneten Trägerflugzeugen der United States Air Force und den NATO-Verbündeten kommen neu die Kampfflugzeuge F-22 Raptor und F-35 Lightning II als Einsatzplattformen hinzu.
Im Dezember 2022 sollten diese modernen Bomben die veralteten Exemplare in den Standorten Büchel (Deutschland), Kleine Brogel (Belgien) und Volkel (Niederlande) ersetzen.

### B61-13

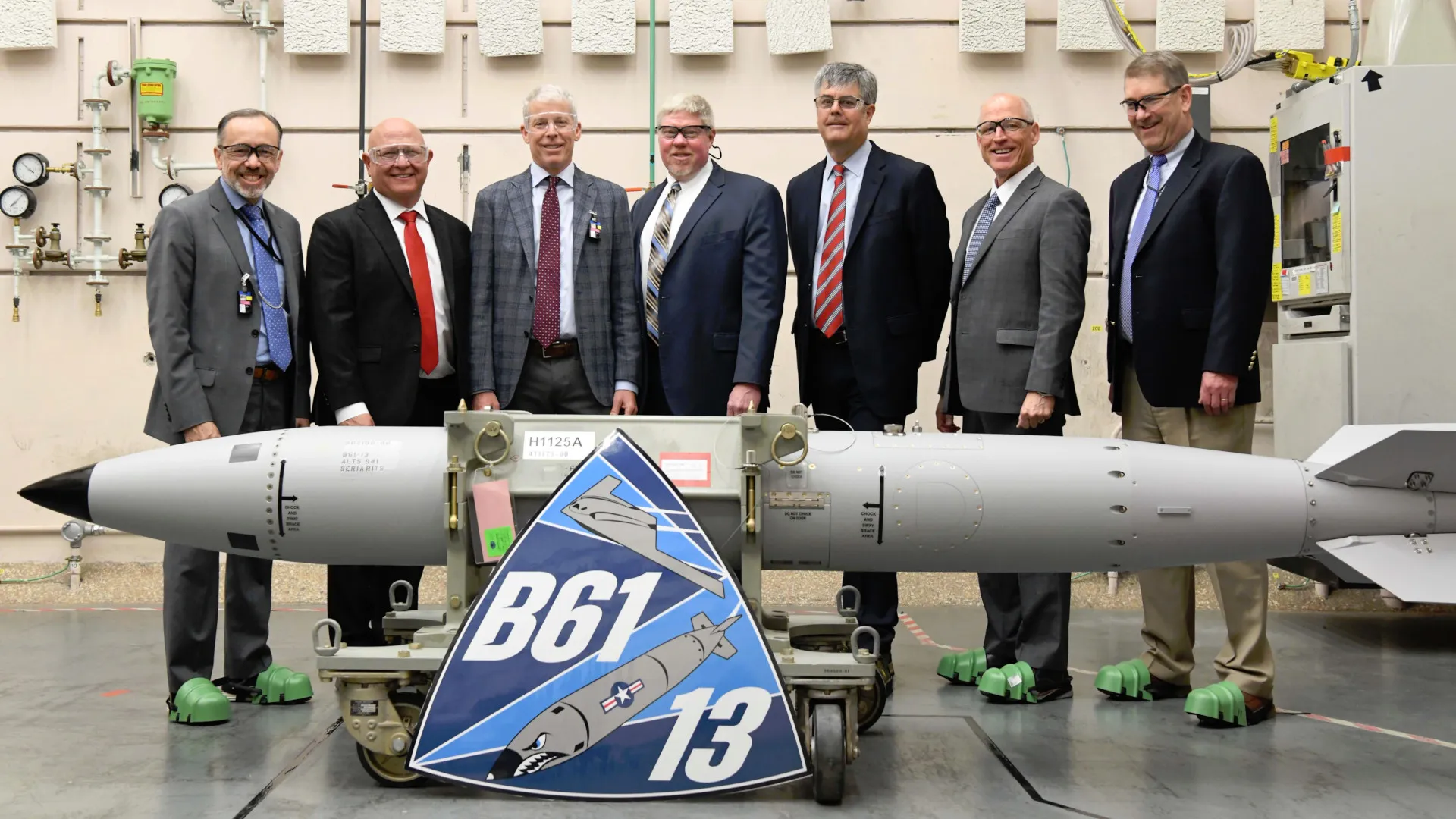
Erste produzierte B61-13 im Mai 2025

Nachdem die Ausführung B61-13 erstmals 2015 erwähnt worden war, gab das Verteidigungsministerium der Vereinigten Staaten Ende Oktober 2023 die geplante Entwicklung der B61-13 bekannt. Dabei sollen die Bombenhüllen mit dem INS/GPS-Lenksystem der B61-12 verwendet werden. Darin sollen die Kernsprengköpfe der B61-7 mit einer selektierbaren Sprengkraft von 10/170/340 kT verbaut werden. Gegenüber der B61-12 soll die neue Bombe mit der größeren Sprengkraft eine bessere Wirkung gegen unterirdische und verbunkerte Ziele erzielen. Weiter wurde vermeldet, dass von der neuen Bombe auch eine größere Abschreckung ausgehen würde. Nach den Plänen vom Verteidigungsministerium sollen die ersten B61-13 ab 2025 einsatzbereit sein. Am 19. Mai 2025 wurde die erste produzierte B61-13 der Öffentlichkeit vorgestellt (siehe Foto).

## Einsatzflugzeuge
Mit der B61 kann eine Vielzahl von strategischen und taktischen Bombern und Kampfflugzeugen ausgerüstet werden. Dazu gehören aktuell:
- B-2 Spirit, strategischer Stealth-Bomber (B61-3/4/7/11/12)
- F-15E Strike Eagle, taktischer Jagdbomber (B61-3/4)
- F-16 Fighting Falcon, taktisches Mehrzweckkampfflugzeug (B61-3/4)
- F-35 Lightning II (B61-12)

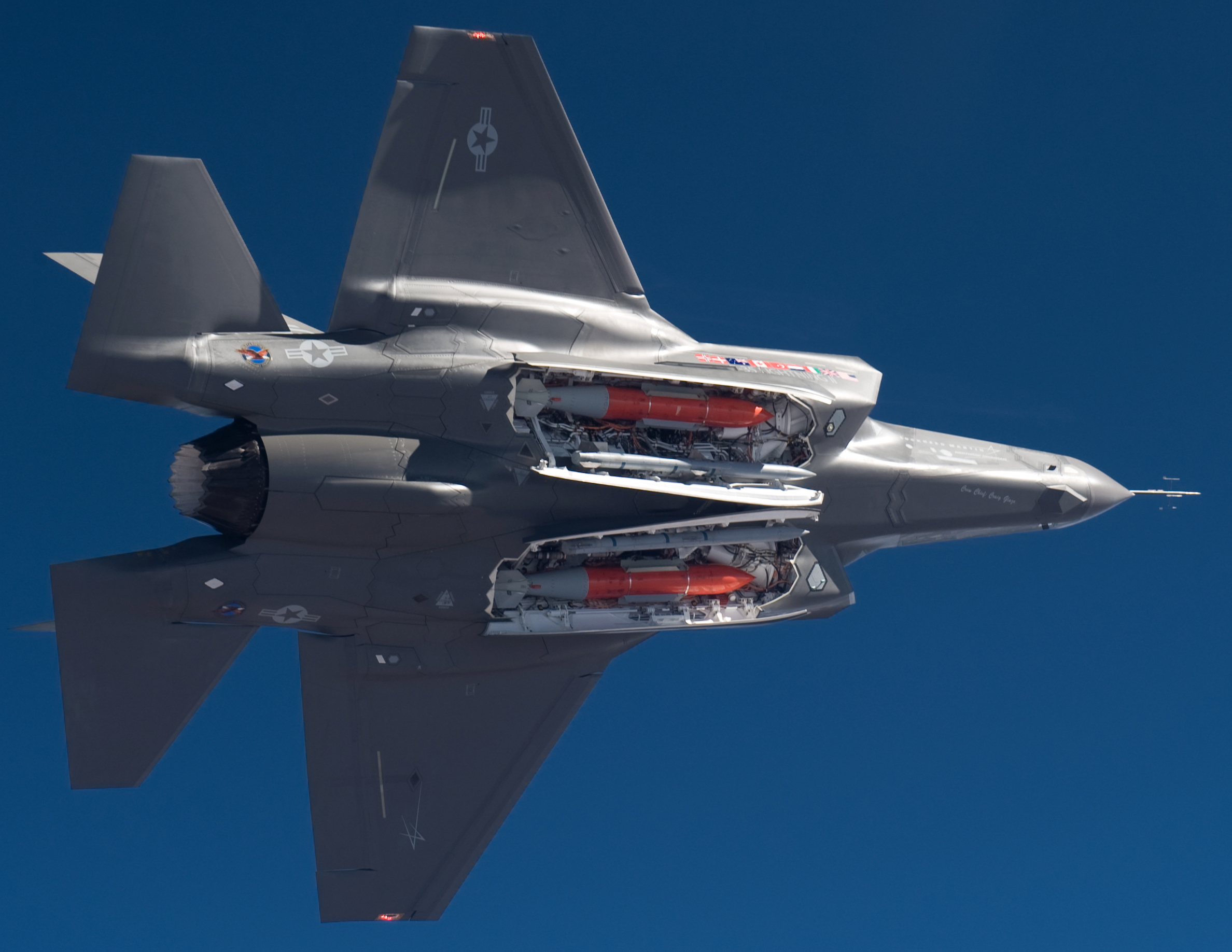
F-35A mit 2 B61-Übungsbomben und 2 AIM-120 AMRAAM

sowie der in mehreren europäischen Staaten eingeführte
- MRCA Tornado, europäisches Mehrzweckkampfflugzeug (B61-3/4)

Zukünftig:
- F-22 Raptor (B61-12)

Historisch:
- Boeing B-52, strategischer Bomber; trägt seit 2016 keine B61 mehr[27]
- Convair B-58, Überschallbomber
- Douglas A-4 Skyhawk, taktischer Jagdbomber
- General Dynamics F-111, Jagdbomber
- Grumman A-6 Intruder, Erdkampfflugzeug
- North American F-100 Super Sabre, Jagdbomber
- F-104 Starfighter, taktischer Jagdbomber
- F-117 Nighthawk, taktischer Stealth-Bomber (bis 2008)
- McDonnell F-4, taktischer Jagdbomber
- F/A-18A, taktisches Mehrzweckkampfflugzeug (noch in Dienst, jedoch seit 1992 keine nukleare Rolle mehr)
- Republic F-105 Thunderchief, Jagdbomber
- Vought A-7 Corsair II, Erdkampfflugzeug